# پدرو سانتوس (بازیکن فوتبال، زاده ۲۰۰۳)
پدرو سانتوس (انگلیسی: Pedro Santos؛ زادهٔ ۱۰ فوریهٔ ۲۰۰۳) بازیکن فوتبال اهل پرتغال است.
وی همچنین در تیم‌های ملی فوتبال زیر ۱۸ سال پرتغال و زیر ۱۹ سال پرتغال بازی کرده است.